# Claude Burin des Roziers
Pour les autres membres de la famille, voir Famille Burin des Roziers.
Pour les articles homonymes, voir Burin (homonymie) et Roziers.
Michel Claude Burin des Roziers (Paris 9e, 11 mars 1910 - Paris 5e, 2 novembre 1973) est un officier général de la marine française.

## Biographie
C'est en octobre 1930 qu'il entre à l'École navale à Brest. Il en sort enseigne de vaisseau de 2e classe en octobre 1932. Il est promu enseigne de vaisseau de 1re classe en octobre 1934. En 1936, il est breveté fusilier marin. 
Lieutenant de vaisseau en mai 1940, il est embarqué sur croiseur lourd Tourville à la force X à Alexandrie. Il déserte son bâtiment le 10 juillet pour rallier les Forces navales françaises libres. À Londres, il est alors affecté à l'état-major de la marine comme officier de liaison auprès de l'Amirauté britannique. En octobre 1941, il prend le commandement de l'aviso Commandant Dominé à bord duquel il fait campagne dans l'océan Indien, en mer Rouge et en Méditerranée orientale. 
Capitaine de corvette en juillet 1942, il est affecté à l'état-major à Alger en 1943. Il part pour les États-Unis commander le destroyer d'escorte Tunisien dont 80% de l'équipage est issu des FNFL. A bord de cette unité, il participe au débarquement de Provence en août 1944. 
Capitaine de frégate en juillet 1945, il commande le contre-torpilleur ex allemand  Hoche de 1947 à 1948. 
Capitaine de vaisseau en juillet 1951, il prend le commandement du croiseur école Jeanne d'Arc de 1955 à 1957.
Contre-amiral en novembre 1958, Il succède au contre-amiral Jules Évenou comme commandant en chef de la zone maritime de l'océan Pacifique, il est membre de la mission française au quartier général de l’OTAN à Floriana, sur l'île de Malte, en qualité d’adjoint du chef d'état-major des forces alliées en Méditerranée. En 1964, il est nommé préfet maritime de Cherbourg et de la 1re région maritime.
Vice-amiral en octobre 1962, il préside en 1963-1964 la Commission permanente des essais des bâtiments de la flotte. 
Élevé au rang et appellation de vice-amiral d'escadre en août 1964, il commande en chef de la zone maritime de l'océan Indien.
Il est versé dans la deuxième section des officiers généraux en mars 1970. Il décède le 2 novembre 1973 à Paris